# Старонадырово
Старонадырово (баш. Иҫке Нәдир) — деревня в Илишевском районе Республики Башкортостан Российской Федерации. Входит в состав Базитамакского сельсовета.

## География

### Географическое положение
Расстояние до:
- районного центра (Верхнеяркеево): 33 км,
- центра сельсовета (Базитамак): 3 км,
- ближайшей ж/д станции (Буздяк): 144 км.

## Население
| 2002 | 2009 | 2010 |
| ---- | ---- | ---- |
| 94   | ↘89  | →89  |

Национальный состав
Согласно переписи 2002 года, преобладающие национальности — татары (55 %), башкиры (43 %).